# پاتریسیا ژیرار
پاتریسیا ژیرار (فرانسوی: Patricia Girard‎؛ زادهٔ ۸ آوریل ۱۹۶۸) دونده زن اهل فرانسه بود.